# Рокка-П'єторе
Рокка-П'єторе (італ. Rocca Pietore, вен. Roca Pietore) — муніципалітет в Італії, у регіоні Венето, провінція Беллуно.
Рокка-П'єторе розташована на відстані близько 510 км на північ від Рима, 115 км на північ від Венеції, 38 км на північний захід від Беллуно.
Населення — 1292 особи (2014).
Щорічний фестиваль відбувається 22 липня. Покровитель — Maria Maddalena.

## Демографія
Населення за роками:

Станом на 1 січня 2023 року в муніципалітеті офіційно проживав 41 іноземець з 18 країн, серед них 26 громадян країн Євросоюзу та 3 громадяни України.

## Сусідні муніципалітети
- Аллеге
- Канале-д'Агордо
- Канацеї
- Колле-Санта-Лучія
- Фалькаде
- Лівіналлонго-дель-Коль-ді-Лана
- Поцца-ді-Фасса
- Сан-Томазо-Агордіно
- Сорага
- Валлада-Агордіна